# Lindsay Crouse
Lindsay Ann Crouse (ur. 12 maja 1948 w Nowym Jorku) – amerykańska aktorka. Nominowana do Oscara za rolę drugoplanową w filmie Miejsca w sercu.

## Życiorys
Urodziła się w Nowym Jorku jako córka Anny Crouse (z domu Erskine) i Russela Crouse'a, autora sztuk teatralnych. Imię Lindsay odziedziczyła po bliskim współpracowniku ojca – Howardzie Lindsayu. Panowie razem napisali wspomnienia Marii von Trapp: książkę Dźwięki muzyki. W 1946 roku ich sztuka Stan Unii została nagrodzona Nagrodą Pulitzera. Jej brat Timothy Crouse (ur. 1947) to dziennikarz i pisarz. Ukończyła Radcliffe College.
W 1972 zadebiutowała na Broadwayu jako mieszczanka w komedii Williama Shakespeare’a Wiele hałasu o nic u boku Barnarda Hughesa i Sama Waterstona. Za rolę Carol Mindler w off-Broadwayowskiej sztuce Davida Mameta Reunion otrzymała nagrodę Obie.
Po raz pierwszy znalazła się na ekranie w dramacie kryminalno−politycznym Alana J. Pakuli Wszyscy ludzie prezydenta (1976). Grywała nie tylko w filmach kinowych, w tym w dramacie sądowym Sidneya Lumeta Werdykt (1982) na podstawie powieści Davida Mameta, czy w dreszczowcu Michaela Manna Informator (1999) u boku Russella Crowe’a, ale również w serialach telewizyjnych.
Za rolę Margaret Lomax w dramacie Roberta Bentona Miejsca w sercu (1984) z udziałem Sally Field, Johna Malkovicha i Eda Harrisa odniosła swój największy sukces zawodowy i została nominowana do Oscara jako Najlepsza Aktorka Drugoplanowa.

## Życie prywatne
21 grudnia 1977 poślubiła pisarza Davida Mameta. Mają dwie córki Willę i Zosię (ur. 2 lutego 1988). Małżeństwo skończyło się rozwodem w 1991. W 1998 wyszła za mąż za montażystę Ricka Blue.
Od 2005 organizuje coroczne konferencje edukacyjne poświęcone buddyzmowi.

## Filmografia

### Filmy
- 1976: Wszyscy ludzie prezydenta jako Kay Eddy
- 1977: Na lodzie jako Lily Braden
- 1981: Książę wielkiego miasta jako Carla Ciello
- 1982: Werdykt jako Kaitlin Costello Price
- 1983: Krull jako księżniczka Lyssa (głos)
- 1984: Miejsca w sercu jako Margaret Lomax
- 1984: Człowiek z lodowca jako dr Diane Brady
- 1987: Dom gier jako Margaret Ford
- 1990: Godziny rozpaczy jako Brenda Chandler
- 1995: Bye Bye, Love jako Grace Damico
- 1995: Indianin w kredensie jako Jane
- 1996: Pod presją jako Tallow
- 1996: Gdyby ściany mogły mówić (TV) jako Frances White
- 1997: Prefontaine jako Elfriede Prefontaine
- 1999: Informator jako Sharon Tiller
- 2002: Impostor: Test na człowieczeństwo jako kanclerz
- 2002: Historia z domku na prerii (TV) jako Caroline Ingalls
- 2007: Mr. Brooks jako kapitan Lister

### Seriale
- 1986−1987: Posterunek przy Hill Street jako Kathryn McBride
- 1987: McCall jako Sarah McGee
- 1989: Columbo jako dr Joan Allenby
- 1990−1994: Prawnicy z Miasta Aniołów jako prawnik Sharon Cummings
- 1992: Batman jako pani Grant (głos)
- 1993: Napisała: Morderstwo jako Louise Anderson−Crowe
- 1999: Dotyk anioła jako senator Kate Cooper
- 1993: Prawo i porządek jako Diane Meade
- 1996: Ostry dyżur jako dr Anna Castiglioni
- 1996–1997: Nowojorscy gliniarze jako Jane Wallace
- 1999−2000: Buffy: Postrach wampirów jako profesor Maggie Walsh
- 2001−2002: Powrót do Providence jako Lauren MacKenzie
- 2002: Frasier jako Peg
- 2002: Agentka o stu twarzach jako dr Carson Evans
- 2003: Nocny kurs jako Beth Kulvicki
- 2004: CSI: Kryminalne zagadki Las Vegas jako dr Mona Lavelle
- 2005: Zabójcze umysły jako Mary Mays
- 2007: Drive jako szefowa
- 2009−2011: Prawo i porządek: sekcja specjalna jako sędzina D. Andrews
- 2010: FlashForward: Przebłysk jutra jako pani Kirby